# Peter Mankoč
Peter Mankoč, né le 4 juillet 1978 à Ljubljana, est un nageur slovène qui a été récompensé de nombreuses fois surtout lors des championnats d'Europe et du monde de natation dans les épreuves en petit bassin.

## Biographie
Peter Mankoč est né à Ljubljana en 1978. Il commença à s'entraîner dès l'âge de 8 ans, et fut entraîné notamment par Dimitrij Mancevič.  Dans le civil, il travaille comme officier de police. 
Le nageur est un spécialiste des épreuves en petit bassin. Il participe aux Jeux olympiques de 1996, 2000, 2004 et 2008 sans remporter de médaille. 
Lors des championnats du monde en petit bassin, il remporte trois médailles d'or (2002, 2004, 2008), trois médailles d'argent (2002, 2006, 2008) et une de bronze (2004) sur des distances de 100 ou 200 mètres.
Il remporte une médaille d'argent en 2008 aux championnats d'Europe de natation d'Eindhoven. C'est surtout au niveau des championnats d'Europe de natation en petit bassin que le nageur s'est distingué. De 1999 à 2007, il y remporte 17 médailles dont 9 en or tout en participant à 26 finales. Il y remporte 9 médailles d'or consécutivement en 100 mètres quatre nages entre 2000 et 2008.